# James Woodforde
James Woodforde (Ansford, 1740 – Weston Longville, 1803) è stato un prete inglese.

## Biografia
Trascorse la prima parte della sua vita ad Ansford, suo villaggio natale, per poi trasferirsi a Weston Longville, dove morì. Viene principalmente ricordato per il suo Diary of a Country Parson, importante testimonianza dello stile di vita confortevole dei pastori di campagna dell'età georgiana. Nel 1924 l'opera verrà riedita in forma abbreviata divenendo un successo internazionale.

## Opere
- The Diary of a Country Parson, 1758-1802